# Tessancourt-sur-Aubette
Tessancourt-sur-Aubette är en kommun i departementet Yvelines i regionen Île-de-France i norra Frankrike. Kommunen ligger i kantonen Meulan-en-Yvelines som tillhör arrondissementet Mantes-la-Jolie. År 2022 hade Tessancourt-sur-Aubette 971 invånare.

## Befolkningsutveckling
Antalet invånare i kommunen Tessancourt-sur-Aubette
| Referens: INSEE |